# Batalla de Stäket
La batalla de Stäket fou una batalla menor durant la Gran Guerra del Nord. Una força de tempteig russa rodejà el Castell de Vaxholm, intentant passar a través del Baggensstäket, un pas molt estret en l'Arxipèlag d'Estocolm. Després d'un contraatac desesperat del Regiment de Södermanlands les forces russes es retiraren.

## Preludi
Després de la mort de Carles XII de Suècia al Setge de Fredriksten el 1718, l'exèrcit suec va retrocedir en tots els fronts. Envoltada de països hostils, quedava clar que Suècia només obtindria la pau a costa d'extenses pèrdues territorials. Es va fer un intent d'enfrontar els diferents adversaris entre si, però Rússia va forçar la situació mitjançant la construcció i equipament d'una gran flota a la mar Bàltica amb ordres de saquejar i assetjar a la costa est de Suècia. L'11 de juliol de 1719 la flota russa fou albirada a la costa est de Suècia. La marina sueca estava greument debilitada després de la llarga guerra, però encara oferí resistència. La flota russa, per la seva banda, no es comprometé en una batalla, sinó que va procedir a incendiar ciutats (com Norrköping) i granges.
L'Almirall Fiódor Matvéievitx Apraksin ja havia explorat Baggensstäket, la porta de darrere d'Estocolm com una manera d'arribar a la capital sense passar per la fortalesa de Vaxholm. Les accions russes foren descobertes. Sota la supervisió del coronel de fortificacions Baltzar von Dahlheim, bots plens de pedres van ser remolcats i enfonsats a punts estratègics de l'estret fent-lo intransitable.
Probablement per poder aplicar més pressió en les negociacions de pau amb Suècia, Apraxin decidir atemptar un atac sobre Estocolm. El 10 d'agost, unitats russes foren vistes a Gålö, Muskö, i Ornö, a uns 20 quilòmetres de Baggenstäket. Si haguessin pogut passar a través de Baggenstäket, els hauria estat possible arribar a la capital, quedant completament fora de l'abast dels canons de Vaxholm.

## Batalla
El matí del 13 d'agost, Filip von Tessin retornà d'una missió d'exploració a Baggenstäket per informar que les galeres russes havien estat vistes a l'entrada del pas. La unitat major i més propera de l'exèrcit suec, els 800 homes del Regiment de Södermanlands, va ser alertat i sota el comandament de Rutger Fuchs marxà 19 quilòmetres a la trobada de l'enemic. El tinent coronel Johan von Essen va ser enviat per davant amb una força per protegir l'arribada de la resta del regiment. Després d'una marxa ràpida a través de terreny rocós i densament boscos sota el sol càlid de l'estiu, von Essen assolí Baggenstäket abans de les 19:00 sense trobar cap resistència. No obstant això, els russos en aquell moment ja havien desembarcat les seves forces, a banda i banda de l'entrada oriental del canal. Continuant la seva marxa ràpida, la unitat de von Essen, de sobte va ser atacada als camps al voltant de Gard Skogsö. La seva posició era molt exposada i la unitat va tenir greus pèrdues; el mateix von Essen va resultar ferit.
A les 20:00, el batalló de Fuchs va arribar i va rebre notícies de la situació de Von Essen. A la dreta de von Essen hi havia un pantà, fet que va obligar a Fuchs a marxar per l'esquerra de von Essen a la seva esquerra, un moviment difícil a través de terreny muntanyós quan s'estava fent fosc. Els russos escoltaren el moviment de Fuchs i van obrir foc. El batalló de Fuchs va respondre i va causar pèrdues als russos, que estaven molt agrupats, però aviat estigué en perill de ser flanquejat per l'esquerra. Fuchs va començar a retirar-se als boscos i els russos no el seguiren. Després de dues hores de confusa lluita la batalla havia acabat, i el soldats russos es retiraren a les seves llanxes de desembarcament.

## Conseqüències
El tempteig d'Apraksin havia estat rebutjat i l'amenaça immediata a Estocolm havia estat evitada. A causa dels vents desfavorables, la flota d'Apraksin es va veure obligada a romandre a Baggensfjärden l'endemà, però amb temps per salpar abans de l'arribada d'una flota d'anglès al comandament de l'Almirall John Norris i l'esquadra de Karlskrona.
Rutger Fuchs va ser aclamat com un heroi i "salvador d'Estocolm" després de l'acció i va ser ascendit a General Major i nomenat friherre. No obstant això, la flota russa restà intacte i que seguí assetjant la costa est de Suècia durant el proper any.